# Belmin Beganović
Belmin Beganović (* 9. September 2004 in Bihać) ist ein österreichisch-bosnischer Fußballspieler.

## Karriere

### Verein
Beganović begann seine Karriere beim USK St. Michael. Zur Saison 2018/19 wechselte er in die Akademie der SV Ried, in der er in Folge sämtliche Altersstufen durchlief. Im Februar 2022 debütierte er für die Amateure der Rieder in der Regionalliga Mitte. Bis zum Ende der Saison 2021/22 kam er zu zwölf Regionalligaeinsätzen, in denen er zwei Tore erzielte.
Nach einem halben Jahr bei den Amateuren rückte Beganović zur Saison 2022/23 in den Bundesligakader der Oberösterreicher. Im Juli 2022 debütierte er im ÖFB-Cup gegen den viertklassigen FC Stadlau für die Profis. Sein Debüt in der Bundesliga folgte im selben Monat, als er am zweiten Spieltag jener Saison gegen den SC Austria Lustenau in der 79. Minute für Christoph Monschein eingewechselt wurde. Insgesamt kam er zu zwölf Einsätzen im Oberhaus, aus dem er mit Ried zu Saisonende aber abstieg.
In der 2. Liga absolvierte er weitere 19 Partien für die Rieder Profis, ehe er im August 2024 zum SK Sturm Graz wechselte, bei dem er einen bis 2028 laufenden Vertrag erhielt. Beim Bundesligisten sollte er zunächst aber für die Reserve spielen. Im April 2025 stand er gegen den FC Red Bull Salzburg erstmals im Bundesligakader der Steirer. Im selben Monat absolvierte er gegen den FK Austria Wien sein erstes Bundesligaspiel für die Grazer.

### Nationalmannschaft
Im März 2025 wurde der gebürtige Bosnier von Peter Perchtold erstmals in die österreichische U-21-Nationalmannschaft geholt. Sein Debüt gab er im selben Monat gegen die Schweiz.

## Erfolge
- Österreichischer Meister: 2025